# Смысл жизни (Смешарики)
«Смысл жизни» — сотый эпизод российского мультсериала «Смешарики». Впервые вышел на DVD-сборнике «Новогодняя почта» 4 декабря 2007 года. Годом позже был перевыпущен в тринадцатом выпуске мультсериала «Три комнаты». Эпизод срежиссировал Джангир Сулейманов, сценарий написал Алексей Лебедев.
Эпизод повествует о душевных переживаниях барашка-поэта, Бараша, который с помощью ворона Кар-Карыча пытается «найти» смысл бытия в так называемой Кузинатре.
«Смысл жизни» считается одной из самых философских серий сериала. Обозреватели и журналисты находят в её сюжете, звуковом ряде и общей стилистике переклички со «Сталкером» Андрея Тарковского и «Мертвецом» Джима Джармуша, а также мотивы эпикуреизма и экзистенциализма (логотерапии).
Серия «Смысл жизни» была переведена на несколько языков: известны версии на английском, китайском, польском, украинском и галисийском языках.

## Сюжет
«Иногда случается, что вещи теряют свой смысл. Вот смысл окна, например, чтобы в него смотреть. А порой смотришь в него, а смотреть там — нечего. Ничего интересного. Или вот, какой смысл умываться по утрам? Чтобы быть бодрым? А какой смысл быть по утрам бодрым? Какой вообще смысл быть по утрам? Непонятно… И непонятно, то ли жизнь всегда была бессмысленной, а ты просто не замечал этого, то ли смысл был, но куда-то затерялся…».
Эпизод начинается с монолога барана-поэта Бараша. Рутинная повседневность потеряла для героя всякий смысл. Размышления поэта сопровождаются иллюстрацией начала его дня и окружающей его зимней, пасмурной обстановки. Внезапно наполненный мыслями Бараш ударяется о дерево и падает на землю. Его замечает проходящий мимо с вязанкой хвороста ворон Кар-Карыч и советует Барашу не лежать на снегу, чтобы не простудиться. Бараш не видит смысла в том, чтобы «быть бессмысленно здоровым».
Выслушав Бараша, Кар-Карыч рассказывает ему о так называемой Кузинатре, «дающей смысл». Младший смешарик умоляет ворона, чтобы тот отвёл его к местонахождению Кузинатры. Карыч, однако, первоначально отказывается, поскольку он в ней не нуждается, что удивляет Бараша. После ещё нескольких просьб они вдвоём всё же отправляются в путь.
По ходу путешествия Бараш радуется тому, что вскоре он и все прочие разумные существа смогут познать смысл: жизнь станет замечательной, а все беды, восходящие к тому, что все в одном и том же видят разное, вследствие чего возникают конфликты, — исчезнут. Поход продолжается до вечера следующего дня, когда внезапно начинается метель. Ослабевший Бараш ведёт монолог, в котором предлагает Карычу написать записку со схемой маршрута до Кузинатры, чтобы помочь будущим путешественникам добраться до неё. Оказавшись у того же дерева и брошенной ранее Кар-Карычем вязанки, Бараш теряет сознание. Ему снится сон с летающим в пространстве звёзд и комет вороном, сопровождающийся женским шёпотом «Кузинатра… Кузинатра…». На вопрос Бараша «Где мы?» Кар-Карыч из сна отвечает, что они дома.
Бараш просыпается в своей кровати, рядом сидит Карыч и кормит барана бульоном. Ворон объясняет, что они «заблудились в метели и сделали крюк», и предлагает после небольшого отдыха отправиться на поиски вновь. Но Бараш пока не намерен идти к Кузинатре: он осознаёт, что познать смысл всех вещей невозможно. Бараш находит для себя смыслы, которых ему пока вполне достаточно («Смысл этого бульона — чтобы я его ел и набирался сил; смысл этой кровати — чтобы я на ней спал и отдыхал»).

## Анализ
Различные авторы и издания, а также главный режиссёр сериала Денис Чернов, называют «Смысл жизни» самой или одной из самых философских серий «Смешариков». Как отметил журналист сайта «Кинопоиск» Марат Шабаев, серия является также самой полезной и поучительной во всём сериале. Режиссёр эпизода Джангир Сулейманов рассказал, что однажды наткнулся на тематический интернет-форум, где обсуждались скрытые смыслы серий «Смешариков». Сулейманов был «удивлён таким разнообразием вариантов» идеи «Смысла жизни», до которых он сам «даже не додумался бы». Например, по его словам, по одной из теорий Бараш умер по ходу эпизода, «потому что, когда он просыпается в конце в своём домике, выглядит это как искривлённое пространство, похожее на „Интерстеллар“». По сведениям Сулейманова, серию показывают на факультетах психологии и философии.

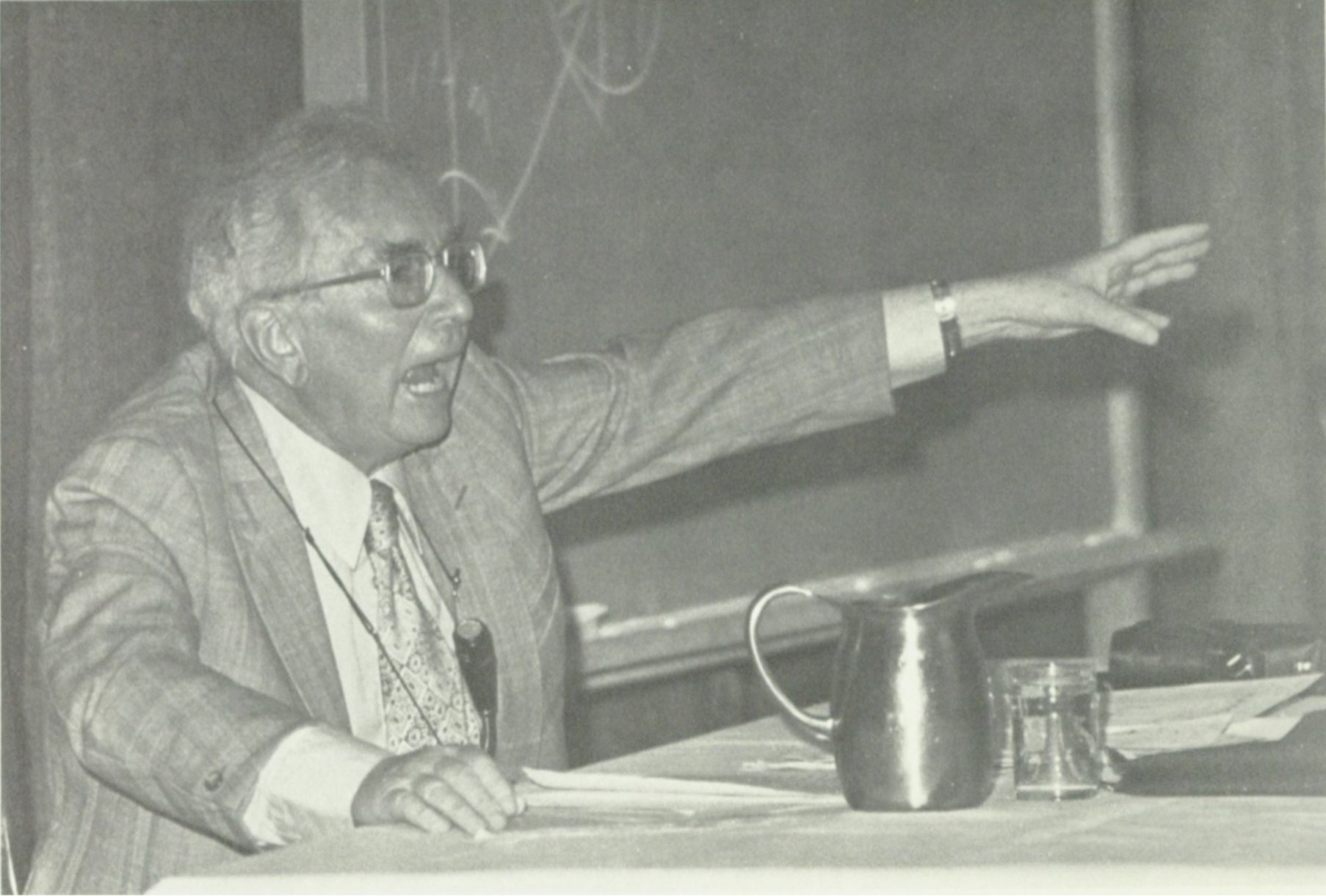
Философию серии сравнивали с высказываниями психолога Виктора Франкла

В «Смысле жизни» прослеживаются философские мотивы эпикуреизма и экзистенциализма, которые Кар-Карыч пропагандирует Барашу и благодаря которым тот в итоге находит смысл. Авторы статьи «Российская мультипликация в XXI веке: философско-педагогические и интерактивные особенности» связывают серию «Смысл жизни» с научными воззрениями Виктора Франкла, создателя логотерапии — метода экзистенциального психоанализа. По мнению Франкла, «в человеке можно увидеть не только стремление к удовольствию или волю к власти, но и стремление к смыслу», а «отсутствие смысла порождает у человека состояние», которое Франкл называет «экзистенциальным вакуумом». Франкл подчёркивает, что «смыслы не изобретаются, не создаются самим индивидом; их нужно искать и находить». Так, Бараш, чей поход — своеобразный образ пути поиска смысла, — «ищет, блуждая во вьюге и находит…, лёжа в кровати в своём доме».
Авторы научной работы «Отечественная анимация в модусе архетипа ребёнка» Т. С. Злотникова и О. В. Горохова делают вывод, что эпизод представляет юным зрителям смысл жизни как «нечто мрачное, непонятное и неприятное, вряд ли заслуживающее того, чтобы жизнь проживалась в его поисках». Таким образом, подобный посыл закономерно формирует в детях «потребительский, инфантильный подход к жизни, смысл которой заключается в комфорте, в отсутствии проблем и лишних размышлений и поисков». Работа «Проблема смысла жизни в современных произведениях кино, мультипликации и литературы» приводит в пример следующий диалог, который начинает Бараш:
— Неужели тебе не интересно, в чем смысл жизни?
— А что мне даст эта информация? Вдруг окажется, что смысл жизни — не есть сладкого и не спать до двенадцати? Я тогда только расстроюсь…

## Источники вдохновения и отсылки

«Мертвец» (1995): индеец Никто и бухгалтер Блейк